# 格賴芬貝格山
47°17′21″N 13°47′20″E / 47.28917°N 13.78889°E

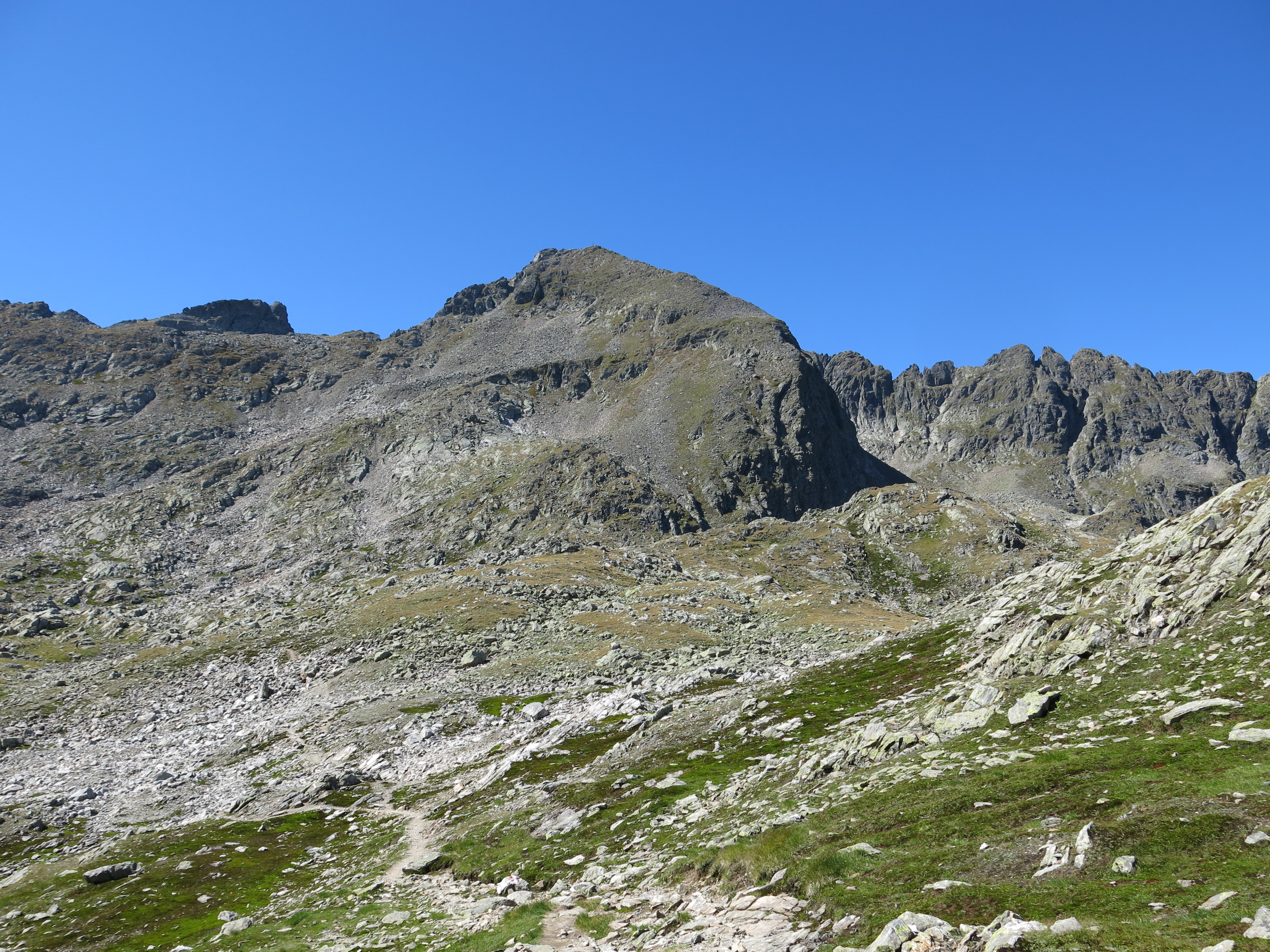

格賴芬貝格山（德語：Greifenberg），是奧地利的山峰，位於該國中部，處於薩爾茨堡州和施泰爾馬克州接壤的邊界，屬於施拉德明陶恩山脈的一部分，距離瓦爾德山2.1公里，海拔高度2,618米，每年平均降雨量2,029毫米。